# Oxynotus japonicus
 (septembre 2021).
Si vous disposez d'ouvrages ou d'articles de référence ou si vous connaissez des sites web de qualité traitant du thème abordé ici, merci de compléter l'article en donnant les références utiles à sa vérifiabilité et en les liant à la section « Notes et références ».
 (septembre 2021).
La mise en forme du texte ne suit pas les recommandations de Wikipédia : il faut le « wikifier ».
Les points d'amélioration suivants sont les cas les plus fréquents :
- Les titres sont pré-formatés par le logiciel. Ils ne sont ni en capitales, ni en gras.
- Le texte ne doit pas être écrit en capitales (les noms de famille non plus), ni en gras, ni en italique, ni en « petit »…
- Le gras n'est utilisé que pour surligner le titre de l'article dans l'introduction, une seule fois.
- L'italique est rarement utilisé : mots en langue étrangère, titres d'œuvres, noms de bateaux, etc.
- Les citations ne sont pas en italique mais en corps de texte normal. Elles sont entourées par des guillemets français : « et ».
- Les listes à puces sont à éviter, des paragraphes rédigés étant largement préférés. Les tableaux sont à réserver à la présentation de données structurées (résultats, etc.).
- Les appels de note de bas de page (petits chiffres en exposant, introduits par l'outil «  Source ») sont à placer entre la fin de phrase et le point final[comme ça].
- Les liens internes (vers d'autres articles de Wikipédia) sont à choisir avec parcimonie. Créez des liens vers des articles approfondissant le sujet. Les termes génériques sans rapport avec le sujet sont à éviter, ainsi que les répétitions de liens vers un même terme.
- Les liens externes sont à placer uniquement dans une section « Liens externes », à la fin de l'article. Ces liens sont à choisir avec parcimonie suivant les règles définies. Si un lien sert de source à l'article, son insertion dans le texte est à faire par les notes de bas de page.
- La présentation des références doit suivre les conventions bibliographiques. Il est recommandé d'utiliser les modèles {{Ouvrage}}, {{Chapitre}}, {{Article}}, {{Lien web}} et/ou {{Bibliographie}}. Le mode d'édition visuel peut mettre en forme automatiquement les références.
- Insérer une infobox (cadre d'informations à droite) n'est pas obligatoire pour parachever la mise en page.

Pour une aide détaillée, merci de consulter Aide:Wikification.
Si vous pensez que ces points ont été résolus, vous pouvez retirer ce bandeau et améliorer la mise en forme d'un autre article.
Espèce
Statut de conservation UICN

 VU  : Vulnérable
Répartition géographique
Oxynotus japonicus est une espèce rare de requins de la famille des Oxynotidae, connue seulement à partir d'une poignée de spécimens récupérés dans la baie de Suruga et la mer d'Enshunada au large du Japon. C'est une espèce benthique qui se produit à une profondeur de 150 à 350 m. Ce requin est capturé (et rejeté) comme prise accessoire par les chalutiers de fond dans toute son aire de répartition limitée, et peut être menacé compte tenu du déclin d'autres espèces d'eau profonde dans la baie de Suruga.

## Systématique
L'espèce Oxynotus japonicus a été décrite en 1985 par les ichtyologistes japonais Kazunari Yano (d) et Makoto Murofushi (d),

## Description
Cette espèce atteint 64,5 cm de longueur pour les femelles et 54 cm pour les mâles. Elle est similaire aux autres requins rugueux en ce qu'il a un tronc trapu et haut, une tête dorsalement déprimée et deux nageoires dorsales en forme de voile avec des épines profondément enfoncées. Le museau est court, avec de grandes narines dont les ouvertures latérale et médiale sont séparées par un épais lambeau nasal. Les yeux et les stigmates sont de forme ovale. Les cinq paires de fentes branchiales sont très petites et verticales. La bouche est petite, avec des lèvres épaisses et charnues ; les dents de la mâchoire supérieure sont étroits, dressés et à bords lisses, tandis que ceux de la mâchoire inférieure sont larges, en forme de lame et à bords lisses. Une seule rangée de dents de la mâchoire inférieure est fonctionnelle. 
Les grandes nageoires dorsales sont de forme subtriangulaire, la première épine dorsale étant légèrement inclinée vers l'arrière. Les nageoires pectorales ont une marge avant convexe et une marge arrière concave. La nageoire anale est absente. Il y a une forte crête entre les nageoires pectorales et pelviennes de chaque côté du corps. Les denticules dermiques sont larges et largement espacés, donnant à la peau une texture très rugueuse. Cette espèce diffère du Roughshark à voile similaire par le positionnement des nageoires dorsales et la forme du stigmate. La couleur est un brun foncé uniforme, avec les lèvres, les marges des rabats nasaux, les aisselles des nageoires et les marges intérieures des agrafes blanches.
La reproduction est ovovivipare, comme chez les autres requins aiguillats. La taille à maturité est de 59 cm pour les femelles et de 54 cm pour les mâles[réf. nécessaire].

## Publication originale
- (en + ja) Kazunari Yano et Makoto Murofushi, « A new prickly dogfish, Oxynotus japonicus, from Japan », Japanese Journal of Ichthyology, Nihon Gyorui Gakkai (d), vol. 32,‎ 1985, p. 129-136 (ISSN 0021-5090 et 1884-7374, DOI 10.11369/JJI1950.32.129, lire en ligne).